# سعدي إيفرين سيكر
سادي إيفرين سيكر هو عالم كمبيوتر وعالم بيانات تركي . وهو أول شخص يقدم مفهوم "تقنية دلفي للحجج المحوسبة" في الأدبيات،  وهو عبارة عن تحسين لطريقة دلفي التي تم تطويرها في الأصل في مشروع RAND .

## الوظيفي والبحث
بعد حصوله على الدكتوراه. حصل سيكر على درجة البكالوريوس في هندسة الكمبيوتر من جامعة يلدز التقنية عام 2010، وانضم إلى هيئة التدريس في جامعة إسطنبول عام 2011 كأستاذ مساعد. كما عمل أيضًا كباحث زائر في مختبر استخراج البيانات بجامعة تكساس في دالاس من عام 2012 إلى عام 2014. بالإضافة إلى ذلك، شغل منصب أستاذ زائر في كلية سميث في ماساتشوستس ، ضمن قسم علوم الكمبيوتر من عام 2016 إلى عام 2017  وتقديرًا لإنجازاته، تمت ترقيته إلى رتبة أستاذ في قسم هندسة الكمبيوتر في عام 2020.
وهو مخترع العديد من أساليب علم البيانات ويحمل براءات اختراع لما يلي:
- طريقة ونظام لتجميع تقييم الأداء والزيادة [5]
- الطرق المنفذة بالكمبيوتر لاختيار الميزات في نمذجة البيانات التنبؤية [6]
- نظام وطريقة للتنبؤ القائم على التعلم الآلي [7]

يشغل حاليا منصب عميد كلية تكنولوجيا الحاسوب والمعلومات في جامعة اسطنبول . تتضمن أبحاثه تنفيذ خوارزميات علم البيانات في مختلف الصناعات، بما في ذلك الخدمات المصرفية ،  الجيولوجيا ،  معالجة اللغات الطبيعية  وتحليلات البيانات الضخمة  وقد نشر أكثر من 200 بحث علمي المجلات والكتب وهو من بين أفضل 5 آلاف عالم في تركيا . وقد غطت وكالات الأنباء المحلية أعماله في عدة مناسبات.
تركز أبحاث سيكر على الذكاء الاصطناعي المسؤول والتعلم الآلي الآلي والذكاء الاصطناعي القابل للتفسير .

## المنشورات
- قام سيكر بتأليف كتاب ذكاء الأعمال واستخراج البيانات مع Weka ( باللغة التركية : İş Zekası ve Veri Madenciliği, weka ile ) (Cinius، 2013).[18]
- سيكر، هو المحرر التركي لكتاب الخوارزميات ، الذي كتبه في الأصل روبرت سيدجويك وكيفن واين [19]
- GISQAF: نظام معالجة وتحليلات الاستعلام المكاني الموجه MapReduce ، بتمويل من المؤسسة الوطنية للعلوم بموجب الجائزة رقم CNS 1229652 ومكتب القوات الجوية للبحث العلمي بموجب الجائزة رقم FA-9550-09-1-0468 [20]

- الكشف المتكرر والجديد عن الفئات باستخدام المجموعة المستندة إلى الفئات لتدفق البيانات المتطور ، في TKDE الذي يعتمد على العمل المدعوم من قبل AFOSR بموجب الجوائز FA9450-08-1-0260 وFA9950-10-1-0088 ومن قبل وكالة ناسا بموجب الجائزة 2008- 00867-01.[21]
- تقنية دلفي الوسيطة المحوسبة (2015) من IEEE Xplore [22]
- يمكن الوصول إلى ملفه الشخصي الكامل للمنشورات والخلفية من Istanbul University Academic Profile [23]
- يتوفر ملف تعريف المؤلف الخاص به ومنشوراته على IEEE على IEEE Xplore [24] كما أن ملف تعريف DBLP الخاص به متاح للوصول عبر الإنترنت.[25]
- هناك بعض الأخبار حول أعماله حول إضفاء الطابع الديمقراطي على الذكاء الاصطناعي [الإنجليزية] للشركات الصغيرة والمتوسطة [26]